# Pluvier de Péron
Anarhynchus peronii
Espèce
Synonymes
Charadrius peronnii
Statut de conservation UICN

 NT  : Quasi menacé
Le Pluvier de Péron (Anarhynchus peronii, anciennement Charadrius peronii) est une espèce d'oiseaux de la famille des Charadriidae.
Son nom est dédié à l'explorateur et naturaliste François Péron (1775–1810).

## Répartition
Cet oiseau vit en Asie du Sud-Est.